# Christine Wolf
Christine Ingrid Wolf (Kirchheim unter Teck, 3 de marzo de 1980) es una atleta paralímpica australiana nacida en Alemania que compitió para ambas naciones.

## Biografía
Wolf nació el 3 de marzo de 1980 en Kirchheim unter Teck (cerca de Stuttgart) en el sur de Alemania. Le diagnosticaron cáncer en la pierna izquierda a la edad de 10 años, siendo amputada a los 15 años después de cinco años de quimioterapia fallida y numerosas infecciones. Posterior a su amputación, se le informó sobre los Juegos Paralímpicos y visitó Atlanta para los Juegos de 1996. En 1997, comenzó a correr con una pierna protésica.

## Carrera
Entrenó para los Juegos de Sídney, pero no pudo competir en su clasificación TF42 ya que no había eventos programados. Participó por Alemania en los Juegos Paralímpicos de Atenas 2004, ganó una medalla de plata en el evento F42 de salto de longitud femenino. Después de esto, estaba insatisfecha con sus resultados y casi dejó el deporte. En los Juegos, se hizo amiga de los atletas australianos y en febrero de 2005 se mudó a Australia para entrenar en el Instituto Australiano del Deporte (AIS). Le ofrecieron una beca y fue entrenada por Irina Dvoskina. Cuando solicitó la ciudadanía australiana, declaró que "no quería que los alemanes obtuvieran ningún crédito por mis mejoras, así que dije que quería competir por Australia". Su ciudadanía fue aprobada justo antes de los Juegos. Compitió en los Juegos Paralímpicos de 2008. Allí ganó una medalla de oro en el evento F42 de salto de longitud femenino, por el cual recibió una Medalla de la Orden de Australia, y una medalla de bronce en el evento T42 de 100 metros femenino.  
Después de los Juegos, dejó el AIS en Canberra porque quería vivir en algún lugar con arena blanca, sol y palmeras. Se mudó a Cairns en Far North Queensland y trabaja como entrenadora personal. También juega baloncesto en silla de ruedas.